# Henri de Saussure

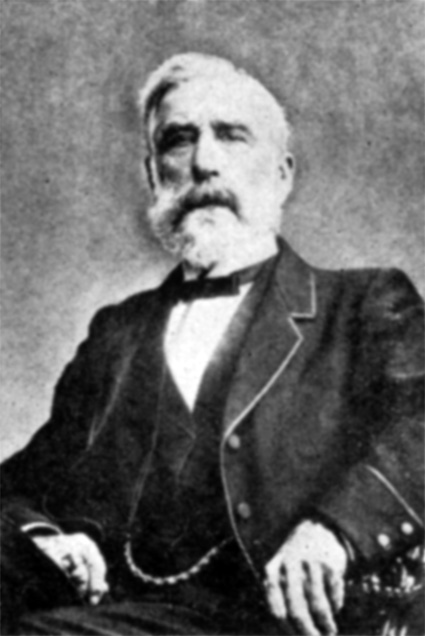
Henri de Saussure

Henri Louis Frédéric de Saussure (wym. ɑ̃’ʁi də so’syʀ, urodzony 27 listopada 1829 w Genewie, zmarły 20 lutego 1905 także w Genewie) – szwajcarski entomolog oraz mineralog. Odkrył kilka minerałów. Zajmował się także klasyfikacją genetyczną. Badał gatunki prostoskrzydłych i błonkoskrzydłych. 
Sklasyfikował wiele gatunków krabów z Ameryki Środkowej, takich jak np. krab Halloween.
Był wnukiem Horacego-Benedykta de Saussure. Studiował na uniwersytecie w Fellenberg, gdzie zafascynował się entomologią. Po ukończeniu nauki w Fellenberg przeprowadził się do Paryża, gdzie otrzymał stopień doktora, a następnie do Gießen, gdzie przez kilka lat uczył na tamtejszym uniwersytecie. 
W 1854 wyjechał w podróż badawczą do Indii, następnie do Meksyku oraz do Stanów Zjednoczonych, gdzie spotkał się z Louisem Agassizem. W czasie dwuletniego pobytu w Ameryce zebrał bardzo obszerne informacje na temat wijów, skorupiaków, ptaków oraz ssaków występujących głównie w obszarze Ameryki Środkowej. 
Po powrocie do ojczystej Szwajcarii w 1858, założył Towarzystwo Geograficzne w Genewie. Był także członkiem Muzeum Historii Naturalnej w Genewie. 
W 1872 został honorowym członkiem Królewskiego Towarzystwa Entomologicznego w Londynie.